# Opius durigaster
Opius durigaster är en stekelart som beskrevs av Fischer 1971. Opius durigaster ingår i släktet Opius och familjen bracksteklar. Inga underarter finns listade i Catalogue of Life.